# 特勒 (瑞典)
特勒（Töre）是瑞典北博滕省卡利克斯市镇内的城镇。